# Kanton Crest-Sud
Kanton Crest-Sud (fr. Canton de Crest-Sud) je francouzský kanton v departementu Drôme v regionu Rhône-Alpes. Skládá se z 12 obcí.

## Obce kantonu
- Autichamp
- Chabrillan
- Crest (jižní část)
- Divajeu
- Francillon-sur-Roubion
- Grane
- Piégros-la-Clastre
- Puy-Saint-Martin
- La Répara-Auriples
- La Roche-sur-Grane
- Saou
- Soyans